# 임미정 (보디빌더)
임미정(1975년 7월 3일 ~)은 대한민국의 전 보디빌더다.

## 방송
- 휴먼 서바이벌 도전자 (2011) - 3위